# Limnische uitbarsting

Limnische uitbarsting

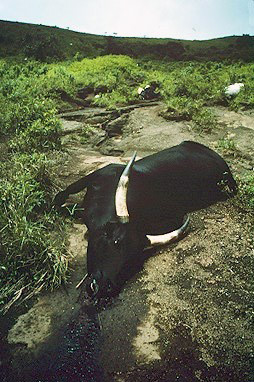
Een dode koe na de uitbarsting in het Nyosmeer

Een limnische uitbarsting (uitbarsting in zoet water) is een natuurverschijnsel waarbij opeens een grote hoeveelheid koolzuurgas (koolstofdioxide) of methaan uit een meer omhoog komt. Deze gassen hebben zich in de periode ervoor opgehoopt in de diepten van het meer. Dit kan tot een natuurramp leiden waarbij mensen en dieren langs de oevers verstikt raken en soms op grote schaal overlijden.
Het verschijnsel wordt veroorzaakt doordat zich onder water een laag vormt waarin veel koolzuurgas of methaan is opgelost. Die gassen kunnen geologisch van oorsprong zijn of afkomstig zijn van rottend organisch materiaal op de bodem. Door de druk van de hogere waterlagen kan zich meer gas oplossen dan onder normale atmosferische druk. Wanneer dat diepe water in beweging komt, door bijvoorbeeld een aardverschuiving of een aardbeving, en aan minder druk is blootgesteld, komt het gas vrij en veroorzaakt verdere turbulentie en het uittreden van nog meer gas. Het fenomeen wordt wel eens vergeleken met een flesje koolzuurhoudende frisdrank dat plots wordt geopend.
In 1984 deed dit verschijnsel zich voor in het Monounmeer in Kameroen. In 1986 kwamen bij een uitbarsting in het Nyosmeer, eveneens in Kameroen, 1.724 mensen en duizenden dieren om het leven. In het Kivumeer, op de grens tussen Congo-Kinshasa en Rwanda, zou zich in de toekomst hetzelfde kunnen voordoen.

## Mogelijke oplossing voor het probleem
In 1990 heeft een team van Franse wetenschappers in het Monounmeer en in het Nyosmeer een verticale buis aangebracht, vanaf vlak boven de bodem tot net boven het wateroppervlak. Door hierdoor eenmalig water op te pompen, ontstaat een zichzelf in stand houdend proces. Dit komt doordat bij het opstijgen van het met koolzuurgas verzadigde water de diepte en daarmee ook de omgevingsdruk afneemt. Hierdoor kan minder koolzuurgas in oplossing blijven, zodat een deel ervan gasbellen vormt. De dichtheid van het mengsel van water en gas neemt daardoor af, waardoor het harder gaat stijgen en zo een continue opwaartse stroming in stand houdt. Op die manier wordt steeds meer water ontgast.
Het koolzuurgas kan op een gecontroleerde wijze afgevoerd worden. Doordat dit gas zwaarder is dan lucht, is er nog steeds een risico dat er zich op het meer een laag van verstikkend gas vormt; daarom moet het proces langzaam verlopen zodat het vrijkomende gas weg kan waaien. De proef in het Nyosmeer heeft aangetoond dat dit mogelijk en verantwoord is. Om hetzelfde te doen in het Kivumeer, dat 2000 maal zo groot is, zijn echter vele buizen nodig en de kosten lopen in de miljoenen. Er wonen echter ongeveer 2 miljoen mensen aan dat meer en bovendien is het risico op een uitbarsting extra groot doordat het meer bij een vulkaan in een actieve aardbevingszone ligt.